# روبرت مينار
روبرت مينار (بالفرنسية: Robert Ménard)‏ سياسي وصحفي فرنسي ولد بوهران سنة 1953، وهو حاليا عمدة مدينة بيزييه.